# Montuhotep (kincstárnok)

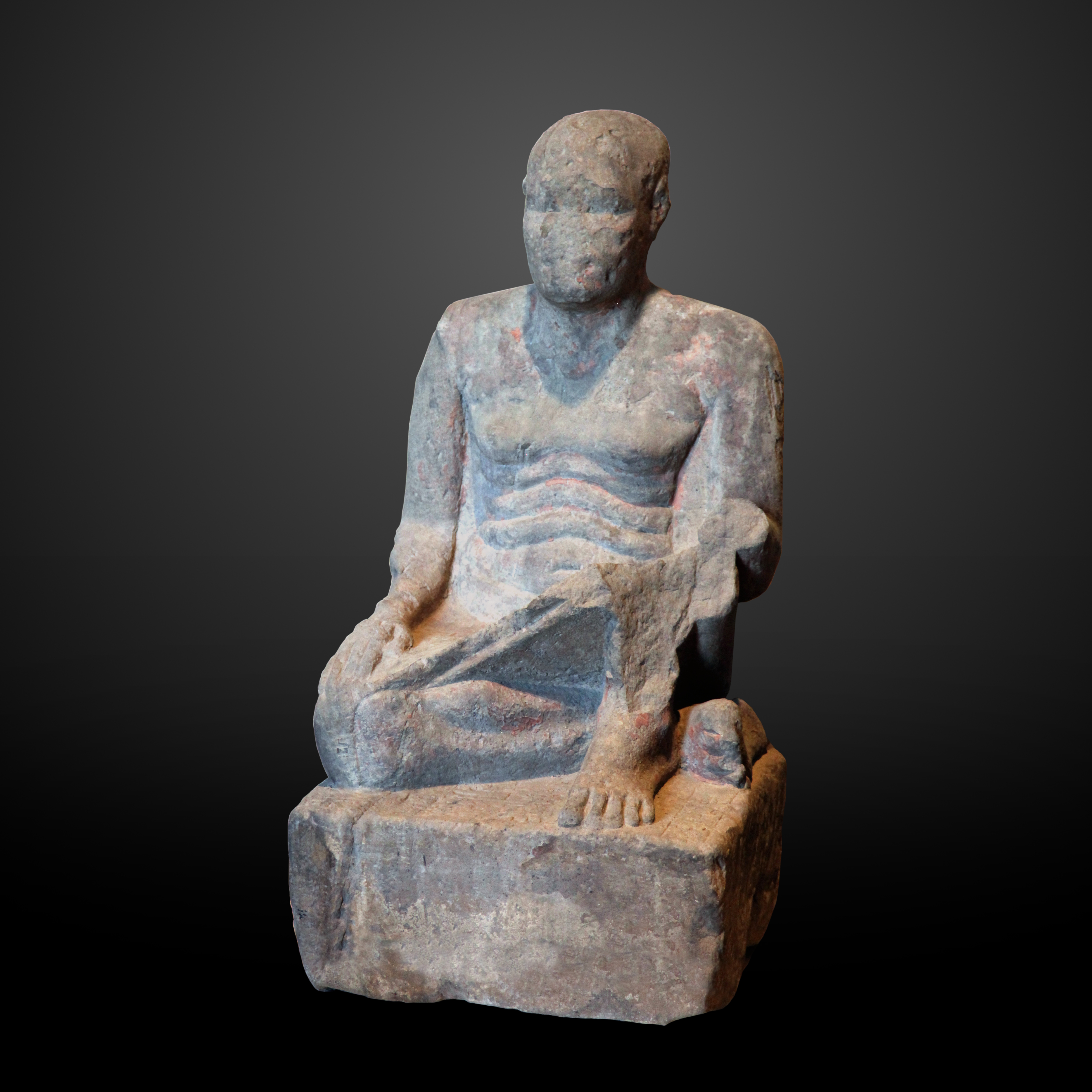
Montuhotep szobra a Louvre-ban

Montuhotep ókori egyiptomi hivatalnok, kincstárnok a XII. dinasztia idején, I. Szenuszert uralkodása alatt.
Montuhotep egyike azoknak a középbirodalmi hivatalnokoknak, akikről a legtöbbet tudunk. Több írnokszobra is fennmaradt Karnakban; ezeken „a király minden munkálatainak felügyelője” címet viseli, ami arra utal, a karnaki építkezések felügyelője volt, az ő felügyeletével épült a karnaki Ámon-templom, az újbirodalmi nagy templomegyüttes magja. Újjáépíttette az abüdoszi Ozirisz-templomot. Sírja elhelyezkedéséből és címeiből ítélve az is lehetséges, hogy ő felügyelte I. Szenuszert sírjának építését is. Abüdoszban épült kápolnájában nagy sztélét emeltek Montuhotep nevével; ezen több címe is szerepel, köztük a vezíri, melyet azonban sírjában nem említenek, így vitatott, valóban betöltötte-e ezt a pozíciót, vagy csak tiszteletbeli címként kapta meg.
A nevével ellátott leletek nagy része nem datálható pontosan, de I. Szenuszert 22. uralkodási évében még egy bizonyos Szobekhotepet említenek kincstárnokként, ő Montuhotep elődje lehetett. Montuhotep sírjának elhelyezkedéséből tudni, hogy nem korábban uralkodott, mivel a piramist körülvevő sírok csak a piramis befejezése után épülhettek. Nem tudni, II. Amenemhat uralkodása alatt még hivatalban volt-e.

## Sírja
Montuhotepnak nagy masztabasírja épült el-Listben, I. Szenuszert piramisa mellett. A sír nem maradt fenn jó állapotban, de a temető egyik legnagyobb magánsírja volt; jó minőségű reliefjeinek töredékei, valamint szobrainak darabjai előkerültek innen. Az építmény I. Szenuszert piramisától keletre helyezkedik el, az odavezető úttól délre. A sír alapterülete 14,14×29 méter, belső udvarát egykor valószínűleg oszlopok díszítették, a falakat pedig reliefek. A tíz életnagyságú szobor töredékei fennmaradtak. Az egész épület elpusztult, köveit széthordták, így alaprajzáról is keveset tudni. Az épületet vályogtégla fal vette körül, amely 2,1–2,89 méter vastag volt, és nagyjából 32×45 méteres területet vett körül. A falon belül, a masztabától délre nyolc helyiség volt a papok és a halotti kultusz számára. Északon akna vezetett a föld alatti helyiségekhez. A sírkamrában két szarkofág állt, az egyik törött és sosem használták, a másik gránitból készült és jó állapotú, külsejét palotahomlokzat, belsejét színesre festették, a Koporsószövegek, áldozati listák és frízek díszítik.

## Fordítás
- Ez a szócikk részben vagy egészben  a   Mentuhotep (treasurer) című angol Wikipédia-szócikk ezen változatának fordításán alapul.  Az eredeti cikk szerkesztőit annak laptörténete sorolja fel. Ez a jelzés csupán a megfogalmazás eredetét és a szerzői jogokat jelzi, nem szolgál a cikkben szereplő információk forrásmegjelöléseként.